# Michelle Kraft
Michelle Kraft (* 11. April 1989 in Gießen) ist eine deutsche Politikerin (CDU). Sie ist seit 2025 Abgeordnete im Hessischen Landtag.

## Leben
Kraft wuchs in Lollar auf. Sie absolvierte ein Studium der Betriebswirtschaftslehre an der Justus-Liebig-Universität Gießen, das sie mit dem Bachelor abschloss. Anschließend war sie für Mettler Toledo, Leica Microsystems und die Kassenärztliche Vereinigung Hessen tätig. Bis zu ihrem Einzug in den Landtag war sie für Dexcom tätig.
Kraft ist verheiratet, Mutter zweier Kinder und lebt in Lollar.

## Politik
Kraft ist Mitglied der CDU. Seit 2011 ist sie Mitglied des Ortsbeirats Lollar. Seit 2021 ist sie erneut Mitglied der Stadtverordnetenversammlung von Lollar, der sie bereits von 2011 bis 2019 angehörte.
Bei der Landtagswahl in Hessen 2023 kandidierte Kraft als Ersatzkandidatin von Frederik Bouffier im Wahlkreis Gießen I. Am 1. April 2025 rückte sie für Bouffier in den Hessischen Landtag nach.